# Michael Takacs
Michael Takacs (auch Takács; * 23. April 1968 in Wien) ist ein österreichischer Beamter im Bundesministerium für Inneres und bekleidet dort die Funktion des Bundespolizeidirektors. Er ist damit der erste Leiter der mit 1. Juli 2022 geschaffenen Bundespolizeidirektion in der Generaldirektion für die öffentliche Sicherheit.

## Werdegang
Takacs begann seine berufliche Laufbahn als Lehrling zum Großhandelskaufmann, eine Matura legte er nicht ab. Sein polizeilicher Werdegang im Wiener Polizeidienst begann im Februar 1988. Nach Abschluss der Grundausbildung versah er seinen Dienst im Bereich der Sicherheitswachebezirksabteilung Innere Stadt. Im Jahr 1991 absolvierte er die Grundausbildung für den motorisierten Streifendienst der Verkehrsabteilung, es folgte ein humanitärer Auslandseinsatz im Irak im Jahre 1993. Im Jahr 2006 erfolgte der Abschluss des Universitätslehrganges „Security and Safety Management“ an der Donau-Universität Krems. Während der EURO 2008 erfolgte eine Dienstzuteilung Takacs zur Pressestelle der Landespolizeidirektion Wien, danach fungierte er als Pressesprecher der Gruppe II/A im BMI. Während der Jahre 2010 bis 2013 übte er die Tätigkeit eines Medienberaters für den Generaldirektor für die öffentliche Sicherheit aus, im Anschluss war er Pressesprecher der Landespolizeidirektion Burgenland bei gleichzeitiger Tätigkeit als Projektkoordinator der Abteilung I/5 im BMI. 2013 schloss er außerdem den Lehrgang zum Bachelor „Polizeiliche Führung“ an der FH Wiener Neustadt ab, im Anschluss erfolgte das weiterführende Masterstudium „Strategisches Sicherheitsmanagement“ an derselben Institution. Während der Zeit von 2013 bis 2017 war Takacs als Polizeireferent dem Kabinett des Innenministers dienstzugeteilt, danach übte er die stellvertretende Abteilungsleitung der Abteilung II/12 (Verkehrsdienst) im Rang eines Ministerialrates aus. Im Juli 2017 erfolgte die Ernennung zum Leiter der Verkehrsabteilung der LPD Wien, seit Dezember 2017 im Rang eines Brigadiers, ab Dezember 2020 als Generalmajor. Überdies übte er seit Anfang 2018 die Funktion eines stellvertretenden Büroleiters im damaligen Staatssekretariat im BMI aus und war seit Jänner 2020 Stellvertreter des Kabinettschefs im BMI. Zusätzlich schloss Takacs im Oktober 2020 die Ausbildung zum Polizei-Schiffsführer erfolgreich ab. Im März 2022 wurde er im Zuge der Ukraine-Krise von Bundeskanzler Nehammer zum Flüchtlingskoordinator der Bundesregierung ernannt. Diese Funktion übte er jedoch nur bis zum 1. Juli 2022 aus, als er zum Bundespolizeidirektor bestellt wurde. Damit ist er der erste Leiter der neuen Bundespolizeidirektion, die der Generaldirektion für die öffentliche Sicherheit angehört.
Im Juli 2022 veröffentlichte Stefan Weber eine Analyse der Masterarbeit von Michael Takacs. Darin sollen seitenweise verschiedene Online-Quellen plagiiert worden sein. Nach mehreren Medienberichten kündigte Takács eine Überprüfung seiner Arbeit an.

## Politische Tätigkeit
Michael Takacs ist Gemeinderat der ÖVP in Groß-Enzersdorf.

## Privates
Takacs ist gebürtiger Wiener und in der Donaustadt aufgewachsen. Er ist verheiratet und hat zwei Kinder. Er übt Jiu Jitsu aus und ist Goldstar-Tänzer.